# سیارک ۴۰۲۷
سیارک ۴۰۲۷ (به انگلیسی: 4027 Mitton، نامگذاری:1982DN) چهار هزار و بیست و هفتمین سیارک کشف شده‌است که در ۲۱ فوریه ۱۹۸۲ کشف شد.
قدر مطلق سیارک برابر ۱۳٫۵۰ است.